# Festiwal Tańca Tradycyjnego w Võru
Festiwal Tańca Tradycyjnego w Võru (Võru Pärimustantsu Festival, Võru Folkloorifestival) – najstarszy i największy festiwal folklorystyczny w Estonii, organizowany każdego roku w Võru zwykle w lipcu. Pierwszy festiwal odbył się w 1995 r.
Na festiwal w mieście, w którym na co dzień mieszka ok. 12 tys. osób, przyjeżdża ok. 10 tys. gości. W ramach festiwalu odbywają się koncerty, imprezy taneczne, konkursy gry na akordeonie, tańce na ulicach, koncerty młodych muzyków ludowych, pokazy filmów, targi sztuki i rękodzieła. Organizatorzy w ten sposób chcą prezentować taniec ludowy i kulturę ludową oraz zachęcać do ożywiania tradycji związanej z regionem Võru.
W roku 2019 w XXV edycji festiwalu wzięli udział Les Bons Diables z Kanady, Ihna z Niemiec, Nowa Huta z Polski, Murseskem z Republiki Mari El, Rosstan i Pskovskie kruzheva z Rosji, Ara de Madrid z Hiszpanii oraz Zespół Tańca Ludowego Uniwersytetu Południowego Chile.